# آلية مؤازرة

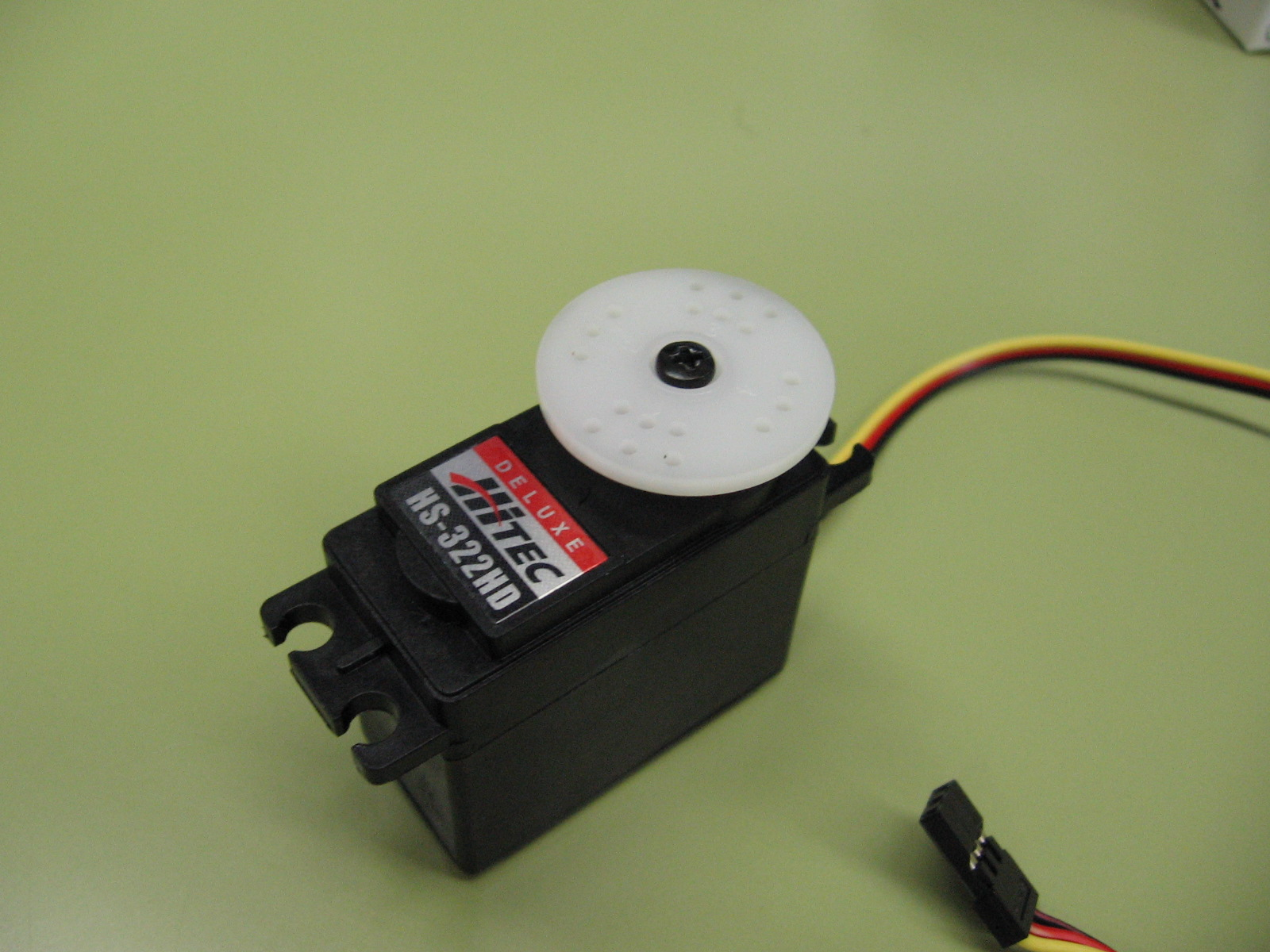

الآلية المؤازرة أو الآلية المنظمة (بالإنجليزية: Servomechanism)‏، هو جهاز آلي يستخدم للاستشعار خطأ وردود الفعل السلبية ويعمل على تصحيح أداء آلية ويتم تعريفها من قبل وظيفتها. وهي تشمل عادة الترميز المدمج.